# Lacina Traoré
Lacina Traoré (Abidjan, 20 de Maio de 1990) é um ex-futebolista marfinense que atuava como atacante.
A altura impressionante de Lacina Traoré, cerca de 2,03 metros, destacava-se como uma característica distintiva em sua carreira no futebol. 

## Clubes
Traoré começou a sua carreira no ASEC Mimosas, antes de juntar ao Stade d'Abidjan em 2006. Ele jogou em Abidjan até janeiro de 2008, quando ele juntou-se ao clube romeno, CFR Cluj, passando ápos esse período pelo futebol russo até chegar ao seu clube atual AS Monaco.

## Títulos
Costa do Marfim
- Campeonato Africano das Nações: 2015